# Teriflunomid
Teriflunomid (prethodno A77 1726) je aktivni metabolit leflunomida. Kao leflunomid, on se koristi za reumatoidni artritis. Teriflunomid se ispituje u Fazi III kliničkih ispitivanja TEMSO kao medikacija za multiplu sklerozu (MS). Studija se očekuje da traje do Oktobra 2010.

## Mehanizam akcije
Teriflunomid je imunomodulatorni lek koji inhibira pirimidin de novo sintezu putem blokiranja enzima dihidroorotat dehidrogenaze. Nije poznato da li to objašnjava njegov efekat na MS ozlede.
Teriflunomid inhibira brzu deobu ćelija, uključujući aktivirane T ćelije, za koje se misli da rukovode procesom MS bolesti. Teriflunomid maže umanjiti rizik od infekcija u poređenju sa hemoterapijskim lekovima, zato što su njegovi efekti ograničeni na imuni system.
Ustanovljeno je da teriflunomid blokira transkripcioni faktor NF-κB. On isto tako inhibira tirozin kinaza enzime, ali samo u visokim dozama koje nisu u kliničkoj upotrebi.

## Aktivacija leflunomida u teriflunomid
→↔
Struktura koja je rezultat otvaranja prstena se može prelaziti između E i Z enolne forme (i korespondirajućeg keto-amida), od kojih je Z enol stabilniji, i zato je to predominantna forma.

## Spoljašnje veze
- Multipla Skleroza: Pokazano je da je teriflunomid bezbedan i efektivan deo kombinovane terapije

|  | Molimo Vas, obratite pažnju na važno upozorenje u vezi sa temama iz oblasti medicine (zdravlja). |